# Smetto quando voglio - Ad honorem
Smetto quando voglio - Ad honorem è un film del 2017 diretto da Sydney Sibilia.
Sequel di Smetto quando voglio - Masterclass, uscito nello stesso anno – il quale è, a sua volta, il midquel di Smetto quando voglio del 2014 –, le vicende del secondo capitolo si svolgono prima della scena finale del primo capitolo. Si tratta dell'ultimo film della trilogia di Sydney Sibilia sulle banda dei ricercatori.

## Trama
Il film inizia la notte dell'incidente di Alberto, quando Walter Mercurio e i suoi due assistenti tendono un agguato ad un furgone dell'università per rubare il cromatografo e portarlo nel tecnopolo abbandonato di Civitavecchia, che usano come base per produrre la droga.
Un anno dopo Pietro Zinni è in carcere a Regina Coeli e cerca in tutti i modi di convincere il magistrato che qualcuno ha sintetizzato il gas nervino grazie al cromatografo e che ora vuole usarlo per fare una strage. Un giorno in carcere si presenta Alice Gentili, la giornalista che aveva scritto l'articolo che aveva smascherato la trattativa tra la banda dei ricercatori e la polizia. Dice a Pietro di aver indagato sul tecnopolo abbandonato in cui lui e la sua banda erano stati sorpresi e arrestati per la produzione della droga Sopox, e di aver scoperto che alcuni anni prima lì era avvenuto un incidente che aveva provocato un morto e un ferito, l'ingegnere navale Claudio Felici, cioè il vero nome del criminale Murena, che attualmente si trova a Rebibbia in isolamento. Allora Pietro, aiutato dall'avvocato Vittorio, si fa trasferire a Rebibbia per parlare proprio con Murena e scoprire di più sull'incidente, per capire chi è che ha prodotto Sopox e di conseguenza il gas nervino.
A Rebibbia riceve un posto come insegnante per i detenuti. Dopo due mesi Murena esce dall'isolamento e appena scopre che Pietro Zinni lo sta cercando, lo attende fuori dal parlatorio, lo afferra e lo spinge in un angolo armato di un rudimentale coltello, chiedendogli il motivo per cui lo sta cercando (tale scena si ricollega con quella mostrata all'inizio del precedente film della trilogia).
Quando Pietro spiega il motivo del suo interessamento, Murena all'inizio non vuole rivelare nulla, ma appena sente il nome di Walter Mercurio, si smuovono in lui dei ricordi che lo riguardano nel profondo, per cui decide di narrare gli antefatti.
Il racconto di Murena inizia circa quindici anni prima, quando il tecnopolo "Ettore Majorana" di Civitavecchia era stato inaugurato.
Dal suo racconto scopre che al tecnopolo gli unici reparti attivi erano il suo e quello di Walter Mercurio, che lo gestiva insieme alla sua collega e fidanzata Ginevra. Murena racconta che l’incidente è stato causato dai tagli alla sicurezza che l'università aveva imposto, e che in quell'incidente era morta la donna amata da Walter Mercurio, motivo per cui lui da allora cerca vendetta verso il sistema. Inoltre, nel successivo processo la colpa dell’incidente era stata data tutta a Ginevra, e per banali cavilli l’assicurazione non aveva risarcito né Walter né Murena, il quale nell'incidente aveva subito gravi ustioni in faccia e sul corpo ed era stato costretto a dimettersi.
Grazie ad un colloquio con la compagna Giulia, Pietro scopre che Fabio, il nuovo fidanzato di lei, presto riceverà la laurea ad honorem durante una grande cerimonia all'università La Sapienza di Roma, alla quale presenzieranno le più importanti cariche dell'istruzione e della ricerca italiane. Capisce quindi che molto probabilmente Walter Mercurio sprigionerà il gas in quell'occasione e che solo lui e la sua banda potranno fermarlo. Vittorio, allora, riesce a radunare tutti i membri della banda nel carcere di Rebibbia, grazie alla promessa di patteggiamento con il magistrato; da questo momento hanno solo 72 ore per sventare l’attentato.
Riunita la banda, Pietro riesce ad organizzare l'evasione insieme a Claudio: durante l'annuale spettacolo canoro organizzato dallo stravagante direttore del carcere, la banda riesce a provocare un'esplosione nella sala computer del penitenziario e a fuggire attraverso un condotto sotterraneo usato per far arrivare i cavi della fibra ottica nel carcere. Travestiti da frati riescono a lasciare Rebibbia e a recarsi a La Sapienza, ma durante il viaggio in metropolitana, Claudio lascia la banda e se ne va per la sua strada, poiché il suo compito, a suo dire, è terminato.
Nel frattempo la polizia ha appreso della fuga della banda e il commissario Galatro organizza un'operazione di cattura. Ma l'ispettore Paola Coletti è l'unica a conoscere veramente bene la banda e capisce che molto probabilmente gli evasi sono diretti all'università. A La Sapienza, Pietro si separa dagli altri per parlare con Giulia, ma intravede Walter Mercurio e lo segue. Si imbatte nella Coletti e la convince a non arrestarlo per aiutarlo a fermare l'attentato.
Intanto il resto della banda capisce che il gas nervino si trova già nell'università, ma allo stato liquido, segno che può essere neutralizzato con l'idrossido di sodio. Dopo aver prelevato la sostanza da un cadavere imbalsamato, Alberto inizia a iniettarla nei boccioni dell'acqua, nei quali si trovava il gas, aiutato dalla Coletti. Pietro, invece, incontra Walter Mercurio e cerca in tutti i modi di convincerlo ad abbandonare il suo piano malvagio. Mercurio, però, è intenzionato a sprigionare il gas. Sopraggiunge Claudio, deciso ad aiutare Pietro, ma Mercurio non dà ascolto neanche a lui e rivela l'esistenza di un boccione nascosto, collegato alla rete elettrica. Allora, Pietro riesce a far saltare l'impianto elettrico, grazie ad una presa guasta nell'aula, che gli aveva causato problemi in passato quando era ancora un ricercatore, dando tempo e modo ad Alberto di neutralizzare anche l’ultimo boccione. Mercurio, infuriato, cerca di uccidere Pietro, ma fortunatamente irrompe la Coletti che lo dichiara in arresto.
Claudio se ne va e Pietro fa per uscire dall'università, quando incontra Giulia. I due si baciano, ma poi Giulia si allontana, facendogli capire che tra loro non c'è più nulla. Pietro si riunisce ai ricercatori e tutta la banda si allontana dalla Sapienza per tornare verso il carcere entro le 24 ore previste dalla legge, prima di essere incriminati per evasione. Nel finale si vedono due giovani, che somigliano a Pietro e Alberto (gli stessi ragazzi che in metropolitana avevano convinto Claudio a cambiare idea e ad andare a fermare Walter), all'entrata dell'università che si chiedono che cosa faranno quando saranno laureati, rispondendosi che qualcosa si inventeranno, lasciando così una libera interpretazione della fine allo spettatore.

## Distribuzione
La pellicola è stata distribuita nelle sale cinematografiche italiane a partire dal 30 novembre 2017 in 400 copie da 01 Distribution.

## Accoglienza

### Incassi
Il film ha debuttato al secondo posto nel botteghino italiano, con un incasso di 1 milione di euro nel primo weekend di programmazione e ha chiuso con un incasso finale di 2,9 milioni.

### Critica
Il terzo capitolo è stato accolto generalmente in maniera più positiva del secondo dai siti Bad Taste, MoviePlayer e Coming Soon. Paolo D'Agostini de la Repubblica ha definito la trilogia "un piccolo classico". Il sito Mymovies ha definito Smetto Quando Voglio - Ad honorem come un "film che ti riconcilia con un certo tipo di italianità allo stesso tempo ribelle e costruttiva, e con il cinema di commedia italiano, più ancora che "all'italiana". Maurizio Acerbi su Il Giornale parla invece di un finale fiacco: "Dopo un folgorante primo episodio e un penoso seguito, si conclude uno dei più interessanti casi cinematografici degli ultimi anni". Il sito Long Take esprime alcune critiche nei confronti della sceneggiatura: "non tutto è rodato a sufficienza e ben amalgamato a livello di ritmo e di scrittura, ma Sibilia chiude il trittico con un film che pur senza entusiasmare né regalare siparietti comici indimenticabili fa piuttosto bene il suo dovere, rinunciando per fortuna alle ambizioni action fuori misura del secondo film. Meno convincenti e più stiracchiati i cattivi, primo fra tutti il Mercurio di Lo Cascio, raccontato attraverso approssimativi e troppo diluiti flashback e privo di credibilità ed efficacia. Il tentativo di smarcarsi dai villain stereotipati dei film americani è apprezzabile ma piuttosto privo di mordente, e vale anche per lo sviluppo psicologico del Murena di Marcoré, sulla carta interessante nei suoi chiaroscuri ma liquidato con eccessivo pressappochismo".